# Turnverein Schönenwerd 2018-2019
Questa voce raccoglie le informazioni riguardanti il Turnverein Schönenwerd nella stagione 2018-2019.

## Organigramma societario
Area direttiva
- Presidente: Yves Künzli
- Manager: Daniel Bühlmann, Monika Allemann

Area tecnica
- Allenatore: Bujar Dervisaj
- Secondo allenatore: Łukasz Motyka

Area sanitaria
- Fisioterapista: Hirslanden Training
- Massaggiatore: Hirslanden Training

## Rosa
| N° | Nome               | Ruolo | Data di nascita  | Nazionalità sportiva |
| -- | ------------------ | ----- | ---------------- | -------------------- |
| 1  | Yves Roth          | O     | 8 maggio 1997    | Svizzera             |
| 3  | Julian Fischer     | L     | 4 novembre 1996  | Svizzera             |
| 4  | Christopher Frame  | C     | 17 aprile 1996   | Svizzera             |
| 5  | Luca Ulrich        | S     | 12 gennaio 1997  | Svizzera             |
| 7  | Daniel Rocamora    | O     | 27 maggio 1988   | Spagna               |
| 7  | Miloš Ćulafić      | O     | 13 agosto 1986   | Montenegro           |
| 8  | Marcin Ernastowicz | S     | 31 luglio 1997   | Polonia              |
| 9  | Mischa von Burg    | C     | 24 maggio 1997   | Svizzera             |
| 11 | Leandro Gerber     | S     | 14 marzo 1991    | Svizzera             |
| 13 | Dominic Häflilger  | S     | 13 marzo 1999    | Svizzera             |
| 14 | Samuel Ehrat       | C     | 20 aprile 1992   | Svizzera             |
| 15 | Mathis Jucker      | P     | 31 gennaio 1998  | Svizzera             |
| 18 | Irian Mika         | S     | 22 dicembre 1997 | Svizzera             |
| 19 | Scott Fifer        | P     | 11 marzo 1993    | Stati Uniti          |